# Mörk ringröta

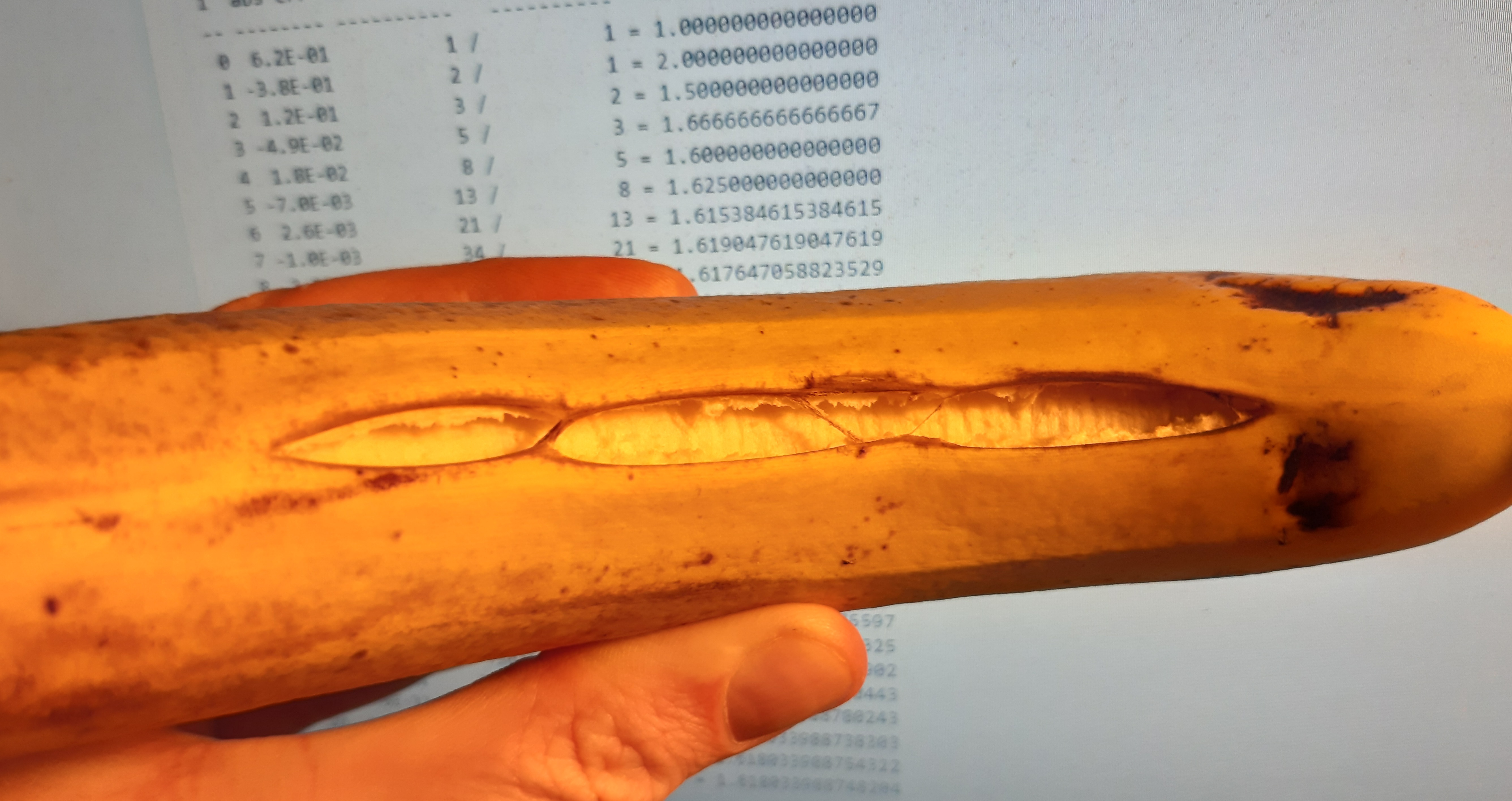
Ralstonia solanacearum on a Overripe banana

Mörk ringröta är en växtsjukdom som utgör ett stort hot mot främst potatisodlingen och orsakas av bakterien Ralstonia solanacearum (tidigare namn: Pseudomonas solanacearum). Denna bakterie har kommit till Sverige från medelhavsländerna. Den har förekommit i Sverige några gånger men anses idag ej finnas här.  Däremot är den ett vanligare problem runt om i många delar av världen. Likt ljus ringröta är även den mörka ringrötan en karantänskadegörare och angrepp eller misstänkt angrepp ska anmälas till Jordbruksverket. 

## Symptom
Symtomen påminner om ljus ringröta. Den första symptomen för potatis som syns ovan jord är att blasten börjar sloka när temperaturen stiger till runt 25 grader celsius. Men på natten när temperaturen sjunker så återhämtar sig blasten igen. Ledningsvävnaden i stjälkarna blir mörkfärgade och vitaktigt bakterieslem sipprar ut ifall man bryter av den.  I en genomskuren potatis syns gulbrunaktiga missfärgningar i och runt kärlringen och gulvita bakteriedroppar tränger fram från kärlringen utan att man behöver klämma på knölen. När sjukdomen fortskrider kan kärlringen börja ruttna och det kan bildas ihåligheter med mörka kanter.  Mörk ringröta kan även förekomma latent, alltså utan synliga symtom. 

## Biologi och spridning
Bakterierna tar sig in i värdväxten via skador på epidermis. De uppförökas i ledningsvävnaderna, vilket orsakar utflödet av bakterieslem.
Mörk ringröta på potatis har fler spridningsvägar än ljus ringröta, och utgör därför ett större hot mot potatisodlingen i Sverige. Den viktigaste smittvägen är via infekterat utsäde, men den kan också spridas via maskiner, utrustning, ogräs och bevattningsvatten.  När en infekterad knöl planteras så sprids bakterierna till dotterknölarna. 
Spridning genom bevattning av bakteriesmittat vatten utgör även det en viktig spridningsfaktor. Detta är relevant när ett smittat fält ligger nära en vattenkälla vars vatten används för bevattning. Om bakterierna sprids ner till vattnet som därefter använts till bevattning, har bakterierna en chans att öka sin spridning inom det redan infekterade fältet, eller spridas till helt nya fält. 
Sjukdomen tros ha många ogräs som värdväxt och kan på så sätt bevaras i området trots att potatis ej odlas längre. Det är oklart exakt vilka ogräs som kan infekteras, men smitta på besksöta har dokumenterats.  Andra kända och relevanta värdväxter är tomat, aubergine och pelargoner. 
Bakterierna kan överleva fritt i jorden, men det är osäkert hur länge de skulle klara sig under svenska förhållanden. 

## Bekämpning
Denna sjukdom går ej att behandla kemiskt, utan man jobbar med förebyggande åtgärder. I första hand ska man se till att köpa certifierat utsäde, detta för att inte riskera att få in sjukdomen via smittat utsäde.  Certifierat utsäde är kontrollerat med PCR-metoder för att detektera smitta. Det råder nolltolerans mot infekterar utsäde i Sverige. Det kan även vara en god ide att undvika köpa in utsäde från länder med känd smitta.  Har man fått in den mörka ringrötan i sina fält ska man vara noga med att ha en god odlingshygien. Det vill säga rengöring av maskiner, lagringsutrymmen och annan utrustning, för att undvika att smittan sprids vidare till utomliggande fält. 
Vid misstänkt angrepp ska Jordbruksverket kontaktas, vilka därefter upprättar ett bekämpningsprogram. 

## Regler inom EU
Arbetet med att utrota Ljus och mörk ringröta sker gemensamt inom EU. För svenska yrkesodlare innebär det att Jordbruksverket varje år tar ett antal prover för laboratorietestning av latent förekomst av ringröta. Latent förekomst är förekomst utan synliga symtom.